# Tumorsuppressorgen
Tumorsuppressorgene sind Teile des Erbgutes einer Zelle, die sogenannte Tumorsuppressoren exprimieren, also Proteine, die den Zellzyklus kontrollieren oder Apoptose auslösen. Die Tumorsuppressorgene kontrollieren somit das Zellwachstum und die Zellvermehrung und unterdrücken den Übergang vom normalen Wachstumsverhalten der Zelle zu ungebremstem Tumorwachstum. Sie haben damit eine Bremsfunktion in Bezug auf ungezügeltem Zellwachstum und werden daher gelegentlich auch als Antionkogene bezeichnet.
Eine inaktivierende Loss-of-Function-Mutation, z. B. durch eine frameshift Mutation, splicesite Mutation, oder die teilweise oder vollständige Deletion des Tumorsuppressorgens verursacht einen Defekt oder Mangel dieses Tumorsuppressorproteins und erhöht damit die Wahrscheinlichkeit einer Tumorbildung. In diesem Sinne haben inaktivierte Tumorsuppressorgene eine vergleichbare Auswirkung wie aktivierte Onkogene.